# 元秀蓮
元 秀蓮（ウォン・スヨン、1961年1月12日 - ）は、韓国の漫画家。
代表作に「美しき狩人」、「エリオとイヴェット」、「ba-na-na」、「フルハウス」、「Let DIE」などがあり、日本語版をネットではYAHOO!コミックなどで掲載。

## 作品一覧

### 日本語訳

#### 漫画
- 元秀蓮（ウォン・スヨン）『フルハウス 1』タイガーブックス〈タイガーコミックス〉、総和社、2001年、ISBN 4901337203
- 元秀蓮（ウォン・スヨン）『フルハウス 2』タイガーブックス〈タイガーコミックス〉、総和社、2001年、ISBN 4901337319
- 元秀蓮（ウォン・スヨン）『フルハウス 3』タイガーブックス〈タイガーコミックス〉、総和社、2001年、ISBN 4901337440
- 元秀蓮（ウォン・スヨン）『フルハウス 4』タイガーブックス〈タイガーコミックス〉、総和社、2002年、ISBN 4901337556
- ウォン・スヨン『メリは外泊中 1』李ソラ訳、ソフトバンククリエイティブ〈アルカナコミックス〉、2011年、ISBN  9784797366525
- ウォン・スヨン『メリは外泊中 2』李ソラ訳、ソフトバンククリエイティブ〈アルカナコミックス〉、2011年、ISBN  9784797366532
- ウォン・スヨン『メリは外泊中 3』李ソラ訳、ソフトバンククリエイティブ〈アルカナコミックス〉、2011年、ISBN  9784797366549

#### ノベライゼーション
- ソ・ユミ：ノベライゼーション『フルハウス 前編』 李明華 訳、ウォン・スヨン原作、Tokimekiパブリッシング、角川グループパブリッシング、2007年、ISBN  	9784048946285
- ソ・ユミ：ノベライゼーション『フルハウス 後編』 李明華 訳、ウォン・スヨン原作、Tokimekiパブリッシング、角川グループパブリッシング、2007年、ISBN  	9784048946292

### テレビドラマ化作品
- フルハウス（2004年、KBS）
- メリは外泊中（2010年、KBS）
- フルハウスTAKE2（2012年、TBS、SBS Plus）